# Nikki Fuller
Nikki Fuller (ur. 23 stycznia 1968 r. w Dayton) – amerykańska kulturystka i aktorka.
Pierwsze sukcesy w profesjonalnej kulturystyce odnotowała w 1988 roku, kiedy to zwyciężyła w zawodach Novice Oregon. Tego samego roku zajęła trzecią pozycję podczas Emerald Cup. W roku 1989 zdobyła pierwsze miejsca podczas zawodów Bill Pearl Classic, Pacific Coast oraz dwukrotnie, ponownie, Emerald Cup.

## W kulturystyce
- 1988 − Novice Oregon, 1. pozycja
- 1988 − Emerald Cup, 3. pozycja
- 1989 − Emerald Cup, 1. pozycja
- 1989 − Bill Pearl Classic, 1. pozycja
- 1989 − Pacific Coast, 1. pozycja
- 1989 − Emerald Cup, 1. pozycja
- 1989 − Orange County Classic, 2. pozycja
- 1990 − NPC USA Championship, 2. pozycja (waga ciężka)
- 1990 − IFBB North American, 2. pozycja (waga ciężka)
- 1990 − IFBB World Amateurs, 3. pozycja (waga ciężka)
- 1990 − NPC Nationals, 1. pozycja (waga ciężka, klasyfikacja generalna)
- 1991 − Jan Tana Classic, 8. pozycja
- 1991 − Ms. International, 7. pozycja
- 1992 − Jan Tana Classic, 1. pozycja
- 1992 − Ms. Olympia, 9. pozycja
- 1993 − Ms. Olympia, 14. pozycja
- 1995 − Ms. International, 6. pozycja
- 1996 − Jan Tana Classic, 7. pozycja
- 1997 − Ms. International, 10. pozycja